# آراشان (شهرستان تلاس)
آراشان (به قرقیزی: Арашан، اراشان) یک منطقهٔ مسکونی در قرقیزستان است که در شهرستان تلاس واقع شده‌است. آراشان ۱٬۲۴۷ نفر جمعیت دارد و ۱٬۳۴۰ متر بالاتر از سطح دریا واقع شده‌است.